# 全国经济委员会 (1931年—1937年)
全国经济委员会（简称“经委会”）是中华民国国民政府于1931年成立的用于统筹全国经济事业的总机构，中国抗日战争爆发后撤销。

## 历史沿革
经委会成立，主要有四方面因素：
1. 1930年代前后，世界经济危机的破坏作用和苏联实行计划经济政策的良好效果，使国内外倡导实行统制经济的呼声高涨，南京国民政府试图在中国实行统制经济。
2. 南京国民政府期待与国际联盟开展一系列经济技术合作，需要一个专门的负责机构。国联专家也建议中国成立“经济委员会”。
3. 为摆脱财政困境并发展经济，财政部长宋子文一手操办的中美“棉麦大借款”，使经委会有了一笔大额的建设经费。
4. 南京国民政府内部财权之争、派别之争，使得蒋中正（介石）、宋子文、孔祥熙等都赞同和支持全国经济委员会的成立。

经委会先后经历了3個时期。

### 筹备处时期
1931年4月，中国国民党中央政治会议决定设立全国经济委员会。1936年6月6日，国民政府颁布《全国经济委员会组织条例》，规定全国经济委员会为经济计划与施行机关，统筹国营经济，直隶于行政院，执掌为：凡国家一切经济建设或发展其经费由国库负担或辅助者，应经全国经济委员会审定呈请国民政府核准之；施行国营事业建设或发展计划时，全国经济委员会得审核其工作及其费用；组织各种专门委员会研究各项专门问题，并得派专门人员视察或指导各种计划之实施。
1931年9月26日，国民政府任命蒋中正、宋子文、刘尚清、连声海、王伯群、孔祥熙、李书华、张人杰、张学良、李煜瀛、张嘉璈、李铭、周作民、晏阳初、虞和德、吴鼎昌、荣宗敬为全国经济委员会委员。11月23日任命刘瑞恒、12月15日任命马凌甫为委员。指定蒋中正、宋子文为正、副委员长，任命朱家骅为秘书长。
1931年10月30日成立了以秦汾为主任的筹备处。至1933年9月，筹备处代行秘书处职权。筹备处筹议的各隶属机构有：
- 审议机构：公路专门委员会、工程专门委员会、农村建设专门委员会；
- 实施机构：公路处、工程处、中央卫生设施实验处、湖北堤工专款保管委员会。

### 宋子文时期
1933年9月9日，国民政府修正《全国经济委员会组织条例》。1933年10月4日，全国经济委员会正式成立，改隶国民政府，由委员长制改为委员制，蒋介石为委员长，同时以内政、铁道、交通、实业、教育等各部部长以及其他与经济建设有关的中央机关主管长官为当然委员。1933年9月，全国经济委员会改为国民政府直辖，经委会的主要决策机构是“全国经济委员会常务委员会”,成员由汪精卫、孙科、宋子文、孔祥熙和蒋介石组成，秦汾任秘书长，实际由宋子文主持日常工作。常务委员会决议推任下列各委员：汪兆铭、孙科、宋子文、黄绍竑、顾孟馀、朱家骅、陈公博、王世杰、张人杰、孔祥熙、李煜瀛、蔡元培、邵元冲、张嘉璈、李铭、周作民、晏阳初、虞和德、吴鼎昌、荣宗敬、刘瑞恒、陈立夫、钱新之、陈光甫、刘鸿生、史量才、王晓籁、徐新六、王克敏、陈伯庄、褚民谊、杨端六、秦汾、叶恭绰、连声海、蒋中正、叶琢堂、彭学沛。
宋子文主持经委会时期，是经委会建设活动的鼎盛阶段。这期间，经委会广泛开展公路、水利、农业、棉业、蚕丝、卫生等领域的建设工作。
经委会的主要执行部门是“秘书处”，另外还设置了十几个下属专门委员会和办事处
- 工程专门委员会（1932年8月为办理国民政府救济水灾委员会移交之工程成立。1933年10月改组为水利委员会。）
- 棉业统制委员会（1932年10月成立，1936年7月划归实业部）
- 蚕丝改良委员会（1934年2月成立，1936年7月归并实业部。）
- 农村建设委员会（1932年8月成立农村建设专门委员会。1933年11月改组为农村建设委员会。1936年4月归并实业部。）
- 水利委员会（1932年8月为办理国民政府救济水灾委员会移交之工程成立工程专门委员会。1933年10月改组为水利委员会。1937年12月并入经济部。）原各部会的水利机关统归其水利委员会，使其成为全国水利的总机关，具体水利工程建设主要是由各地方水利委员会负责执行的，水委会主要为全国各处水利工作进行统筹安排规划，并给它们提供经费和技术支持。全国经济委员会直属水利机关：
  - 华北水利委员会（原属建设部）
  - 导淮委员会（原隶国民政府）
  - 黄河水利委员会（原隶国民政府）
  - 扬子江水利委员会（原属交通部）
- 公路委员会（1932年11月设立七省公路专门委员会，1933年11月改组为公路委员会。1938年初并入交通部。）最初的公路建设围绕首都经济圈(即苏浙皖三省公路建设),随后不断扩展到多省(从豫、鄂、皖、赣、苏、浙、湘七省公路建设到多省公路建设,包括西北公路建设),基本实现了大部分省会城市的公路连接。
- 卫生委员会（1932年8月成立卫生专门委员会。1933年11月改组为卫生委员会。1937年12月并入卫生署。）
- 教育委员会（1932年8月成立教育专门委员会。1933年11月改组为教育委员会。1937年12月撤销）
- 湖北堤工专款保管委员会（1932年11月设立，在中央银行汉口分行开户）
- 合作事业委员会（1935年10月成立，1936年7月划归实业部农业司、合作司）
- 卫生实验处（1932年8月设立中央卫生设施实验处。1933年底更名。正副处长刘瑞恒、金宝善，下设防疫检验、化学药物、寄生虫学、环境卫生、社会医疗、妇婴卫生、工业卫生、生命统计、卫生教育等九系）1937年12月并入卫生署。
- 公路处：1932年11月设立。正副处长陈体诚、赵祖康。分设公务、交通、计划三科。1938年初并入交通部。
- 水利处：1932年8月为办理国民政府救济水灾委员会移交之工程设立“工程处”，1933年10月改组为水利处。处长茅以升，设有设计、工务二科。1937年12月并入经济部。
  - 江汉工程局
  - 泾洛工程局
  - 珠江水利局
  - 中央水工试验所
- 农业处：1933年11月设立。正副处长赵连芳、许仕廉。下设农业改良、农业建设、农业工程三科。1936年4月归并实业部。
- 信托处：1933年11月成立，办理中美“棉麦大借款”之保管与运用。处长叶琢堂。
- 江西办事处：1934年1月设立。1935年3月裁撤。
- 西北办事处：1934年1月设立。
- 驻沪办事处：1934年1月设立。处长邓勉仁。

除此之外,全国各地的省级建设厅、地方水利委员会及一切地方建设部门都属于经委会的下属执行部门。经委会还是“中国与国联进行技术合作”的专门负责机关。 全国经济委员会与其他机关合组有土地委员会、全国学术工作咨询委员会、中央煤汽车推广委员会等。
经委会在农业、棉业、蚕丝、卫生等领域也进行了许多建设,尤其在棉业和蚕丝领域,经委会的工作很快就收到实效。

### 蒋介石时期
中国抗日战争爆发后，为战时需要，全国经济委员会于1937年12月撤销，其下各事业并入经济部、交通部、卫生署等。